# 바후발리 (프랜차이즈)
바후발리(텔루구어: బాహుబలి, 타밀어: பாகுபலி)는 영화 《바후발리》를 첫 작품으로 하는 영화 시리즈이다.